# Stora Labbskär
Stora Labbskär är en ö i Åland (Finland). Den ligger i Skärgårdshavet och i kommunen Sottunga i landskapet Åland, i den sydvästra delen av landet. Ön ligger omkring 42 kilometer öster om Mariehamn och omkring 240 kilometer väster om Helsingfors.
Öns area är 4 hektar och dess största längd är 390 meter i nord-sydlig riktning.